# Enfants de Neptune de Tourcoing Lille Métropole
 (avril 2009).
Si vous disposez d'ouvrages ou d'articles de référence ou si vous connaissez des sites web de qualité traitant du thème abordé ici, merci de compléter l'article en donnant les références utiles à sa vérifiabilité et en les liant à la section « Notes et références ».

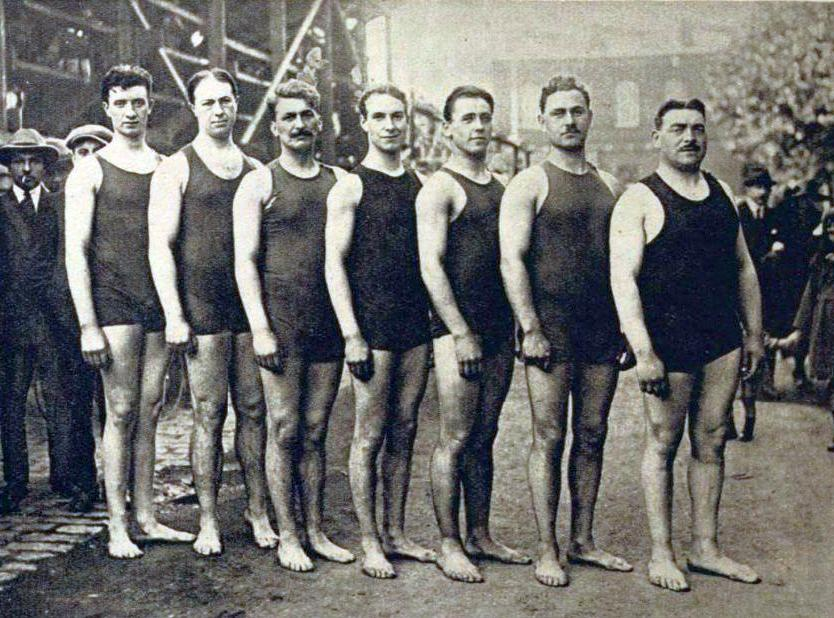
Les enfants de Neptune en 1922 (à G. Henri Padou).

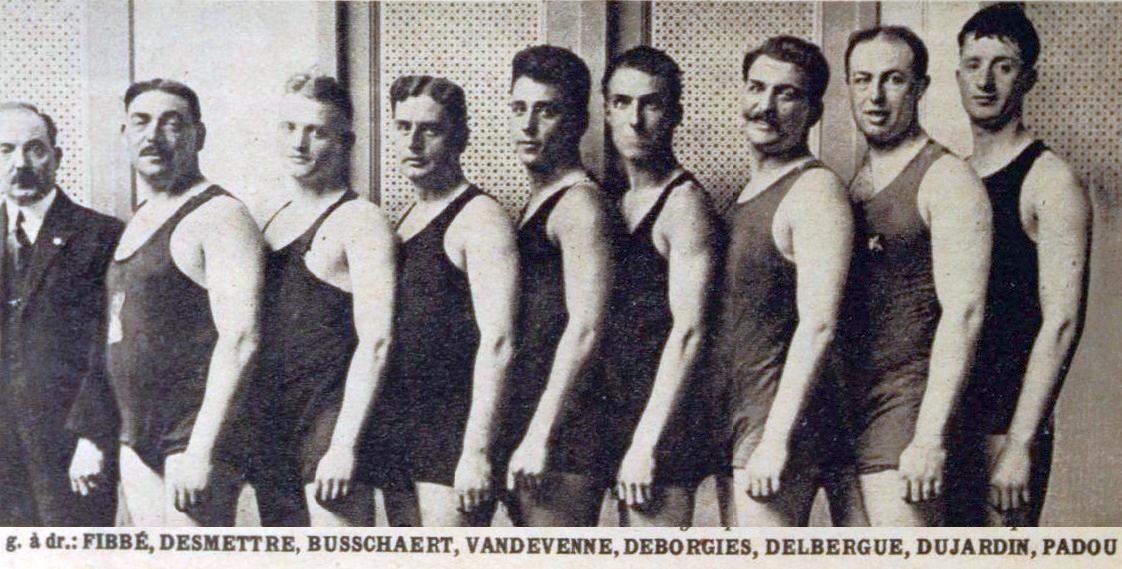
Les enfants de Neptune en 1923.

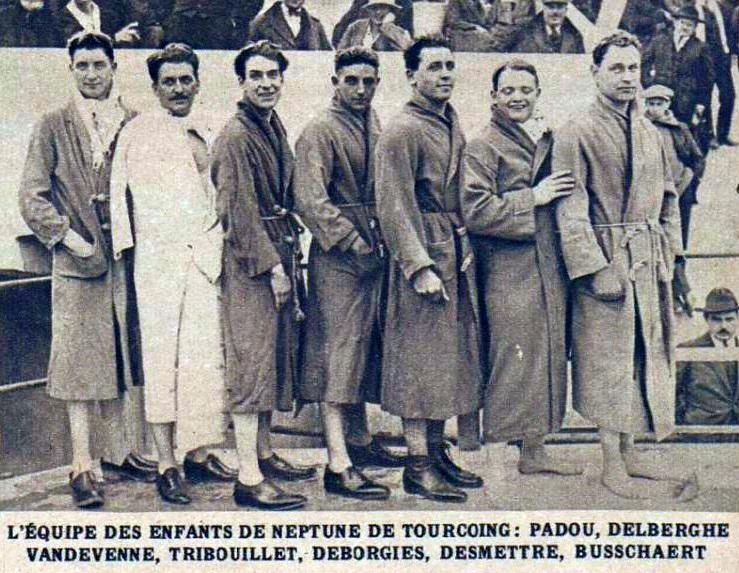
L'équipe des enfants de Neptune en 1925.

Les Enfants de Neptune de Tourcoing (ENT) est un club de natation et de water polo français basé à Tourcoing. Il compte 35 titres de champion France élite de water polo depuis sa création dont 30 titres entre 1919 et 1964.

## Histoire
Depuis son introduction en 1895, et les premiers matchs officiels dès 1898, l’histoire du water-polo français est liée indubitablement à celle des Enfants de Neptune de Tourcoing, club créé en 1904 et qui doit sa gloire à deux noms prestigieux :
- Paul Beulque qui mena par sa compétence les ENT, et par contrecoup l’équipe de France, à tant de victoires nationales et internationales.
- Henri Padou dont la renommée s’étend à travers toute l’Europe et qui eut une longue carrière (112 sélections en équipe de France pour le water polo et 21 en natation). Fait non moins étonnant, son fils le remplaça au sein des E.N.T où il porta 47 fois les couleurs nationales.

Sous l’impulsion de ces deux hommes, la France fit partie de l’élite mondiale de 1924 à 1936. Telles étaient les compositions des équipes olympiques :
- 1924 (médaille d’or à Paris) P.Dujardin, N Delberghe, H. Padou, A.Desborgies, R.Desmettre, G.Rigal, A.Mayaud.
- 1927 (médaille d’argent à Bologne) Dujardin, Delberghe, Deborgies, Padou, Cuvelier, Vandeverne, Tribouillet.
- 1928 (médaille de bronze à Amsterdam) Dujardin, Bulteel, Thevenon, Cuvelier, Tribouillet, Vanderplanke, Padou.
- 1936 (4e à Berlin) Delporte, Lefebvre, Lambert, Padou, Joder, Bush, Vandecasteele.

Le club des ENT s'est maintenu parmi l'élite jusqu'en 2006. Neuvième sur 10 en 2005-2006, le club est relégué au niveau inférieur, la Nationale 1. Le club fait son retour parmi l'élite en 2007 en terminant deuxième du championnat N1 derrière leurs voisins de Douai. Lors des matchs de "play-off", ils battent les nouveaux pensionnaires de l'élite, le CN Livry Gargan.
Nous retrouvons le club en tête du championnat Élite depuis la saison 2019 jusqu'en 2024 (relégation en N3 la même année).
Un collectif désormais présent régulièrement avec un grands nombres de joueurs internationaux.

## Palmarès
Depuis la création du club en 1904, l’équipe « fanion » des Enfants de Neptune n’a connu que le plus haut niveau de compétition du Championnat de France.
- Club le plus titré en sport collectif
- Club ayant 5 représentants dans la seule équipe française médaillée d’or olympique, tous sports collectifs confondus.

| Compétitions nationales | Compétitions internationales |
| --- | --- |
| Compétitions actuelles - Élite / Pro A (35) - Champion : 1909, 1910, 1911, 1912, 1913, 1919, 1920, 1921, 1922, 1923, 1925, 1926, 1927, 1928, 1929, 1930, 1931, 1932, 1933, 1934, 1935, 1936, 1937, 1938, 1939, 1945, 1946, 1947, 1948, 1949, 1950, 1952, 1953, 1957 et 1964 - Vice-champion : 1924, de 1932 à 1935 (équipe 2), 1958 - 3e : 2022, 2023 - Coupe de France / Trophée Pierre Garsau (3) - Champion : 1988 - Finaliste : ? - Troisième : 2022 et 2024 | Compétitions actuelles - Ligue des Champions - Meilleure performance : Tour préliminaire en 2023 - Euro Cup - Meilleure performance : Quart de finale en 2023 |

### Palmarès national
Le palmarès national de l'EN Tourcoing : 
- 1909 à 1913 : Champion de France
- 1919 à 1923 : Champion de France
- 1925 à 1939 : Champion de France
- 1945 à 1950 : Champion de France
- 1952 et 1953 : Champion de France
- 1957 : Champion de France
- 1964 : Champion de France
- 1988 : Vainqueur de la Coupe de France
- 2019 : 3ème place
- 2021: 3ème place
- 2021: 3ème place coupe de france

### Parcours européen
La participation aux Coupes d’Europe résulte de l’obtention d’un titre national ou d’un classement parmi les 5 premiers clubs français. Les Enfants de Neptune comptent à leur actif 14 participations.
- 1965 : Coupe  des Clubs Champions
- 1976 : Coupe d’Europe des Clubs « Europa »
- 1988 : Coupe des vainqueurs de Coupes
- 1990 : Coupe méditerranéenne (COMEN)
- 1991 : Coupe des vainqueurs de Coupes
- 1992 : Coupe de la Ligue Européenne
- 1993 : Coupe de la Ligue Européenne
- 1994 : Coupe méditerranéenne (COMEN)
- 1995 : Coupe méditerranéenne (COMEN)
- 1996 : Coupe de la Ligue Européenne
- 1998 : Coupe de la Ligue Européenne
- 1999 : Coupe de la Ligue Européenne
- 2000 : Coupe de la Ligue Européenne
- 2001 : Coupe des vainqueurs de Coupes
- 2020 : Champions league LEN
- 2021 : Eurocup LEN
- 2022 : Champions league LEN

Les clubs européens rencontrés en compétitions officielles européennes
- Monténégro: Primorac Kotor
- Hongrie : Upjest Budapest, Ferencváros Budapest, Vasas Budapest, BVSC zuglo, OSC Budapest
- Espagne : Catalunya Barcelone, CN Barcelone, CN Sabadell, Réal Canoë Madrid, CN Terrassa
- Slovaquie : SKP Kosice
- Grèce : Air Greece Hania, ANC Glyfada, NC Patras, Etnikos Le Pirée, Vouliagmeni NC, CN Panionios
- Croatie : Posk Split, Jug Dubrovnik, Primorje Rijeka, Jadran Split
- Portugal : Guimaraes Vitoria
- Bosnie-Herzégovine: Banja Luka
- Yougoslavie : Partizan de Belgrade, Etoile Rouge de Belgrade
- Slovénie : Tivoli Ljubjana, VK Koper, équipe nationale
- Italie : Canottieri Naples, Dival Côme, Botero Arenzano, Telimar Palerme, SportingPAguros Catane, Pro Recco
- Russie : CSK Moscou, Lukoll Spartak Wolgograd
- Allemagne : SV Cannstatt, Waspo Hanovre, SC Rote Erde Hamm, Asc Duisburg
- Hollande : Alphen ZC, Leiden Zwemclub, ZC Utrecht
- Israël : Maccabi Tel Aviv, équipe nationale
- Égypte : équipe nationale,
- Malte : Neptune Saint Julian, équipe nationale
- Turquie : Kinaliada Istanbul, Bungazada Istanbul, équipe nationale
- Suède : Vaesteras, Stockholm Policers
- Autriche : Tyrol Innsbruck,
- Belgique : Gand ZV, Dauphin Mouscron
- Danemark : KVIK Zk
- Bulgarie : Varna
- Roumanie : Rapid Bucharest
- Angleterre : Hammersmith Penguin,
- France : NC Saint Jean d’Angely

### Structure
Liste des présidents
- 1904 : Henri Masurel Leclerc
- 1909 : Fernand Six
- 1931 : Achille Samyn
- 1937 : Paul Beulque
- 1943 : Jean Selosse
- 1960 : Alfred Desbouvries
- 1969 : Paul Lambert
- 1979 : Guy Doom
- 1998 : Dominique Samyn
- 1998 : René Desurmont
- 2001 : Marc Brisfer
- 2010: Thierry Desplancke
- 2014 : Jérémy Parsy
- 2016: Serge Criquet